# Collinsville (Illinois)
Collinsville és una població dels Estats Units a l'estat d'Illinois. Segons el cens del tenia 24.707 habitants.

## Demografia
Segons el cens del 2000, Collinsville tenia 24.707 habitants, 10.458 habitatges, i 6.672 famílies. La densitat de població era de 701,9 habitants/km².
Dels 10.458 habitatges en un 29,3% hi vivien nens de menys de 18 anys, en un 48,1% hi vivien parelles casades, en un 11,9% dones solteres, i en un 36,2% no eren unitats familiars. En el 30,1% dels habitatges hi vivien persones soles l'11,8% de les quals corresponia a persones de 65 anys o més que vivien soles. El nombre mitjà de persones vivint en cada habitatge era de 2,35 i el nombre mitjà de persones que vivien en cada família era de 2,94.
Per edats la població es repartia de la següent manera: un 23,2% tenia menys de 18 anys, un 9,7% entre 18 i 24, un 30,5% entre 25 i 44, un 21,9% de 45 a 60 i un 14,6% 65 anys o més.
L'edat mediana era de 37 anys. Per cada 100 dones de 18 o més anys hi havia 88,3 homes.
La renda mediana per habitatge era de 42.353 $ i la renda mediana per família de 54.956 $. Els homes tenien una renda mediana de 39.379 $ mentre que les dones 27.409 $. La renda per capita de la població era de 22.048 $. Aproximadament el 5,6% de les famílies i el 7,2% de la població estaven per davall del llindar de pobresa.

## Poblacions properes
El següent diagrama mostra les poblacions més properes.